# Щ-205
| Щ-205                                            | Щ-205                                                | Щ-205                                                |
| ------------------------------------------------ | ---------------------------------------------------- | ---------------------------------------------------- |
|                                                  |                                                      |                                                      |
|                                                  |                                                      |                                                      |
| Схема підводного човна типу «Щука» серії V-біс-2 |                                                      |                                                      |
| Під прапором                                     | Військово-морський флот СРСР                         | Військово-морський флот СРСР                         |
| Порт приписки                                    | Севастополь                                          | Севастополь                                          |
| Спуск на воду                                    | 6 листопада 1934 року                                | 6 листопада 1934 року                                |
| Виведений зі складу флоту                        | 5 серпня 1935 року                                   | 5 серпня 1935 року                                   |
| Сучасний статус                                  | 11 вересня 1954 року списаний на брухт               | 11 вересня 1954 року списаний на брухт               |
| Нагороди                                         | Радянська гвардія                                    | Радянська гвардія                                    |
| Проєкт                                           |                                                      |                                                      |
| Тип ПЧ                                           | Торпедний ДПЧ                                        | Торпедний ДПЧ                                        |
| Розробник проєкту                                | завод № 200, Миколаїв                                | завод № 200, Миколаїв                                |
| Головний конструктор                             | Малінін Б. М.                                        | Малінін Б. М.                                        |
| Основні характеристики                           |                                                      |                                                      |
| Швидкість (надводна)                             | 12,9 вузли (23,9 км/год)                             | 12,9 вузли (23,9 км/год)                             |
| Швидкість (підводна)                             | 7,44 вузлів (13,8 км/год)                            | 7,44 вузлів (13,8 км/год)                            |
| Робоча глибина занурення                         | 75 м                                                 | 75 м                                                 |
| Гранична глибина занурення                       | 90 м                                                 | 90 м                                                 |
| Автономність плавання                            | 20 діб                                               | 20 діб                                               |
| Екіпаж                                           | 40 осіб                                              | 40 осіб                                              |
| Розміри                                          |                                                      |                                                      |
| Довжина найбільша (по КВЛ)                       | 58,8 м                                               | 58,8 м                                               |
| Ширина корпусу найб.                             | 6,2 м                                                | 6,2 м                                                |
| Середня осадка (по КВЛ)                          | 4,3 м                                                | 4,3 м                                                |
| Водотоннажність надводна                         | 609,9 т                                              | 609,9 т                                              |
| Озброєння                                        |                                                      |                                                      |
| Торпедно- мінне озброєння                        | 4 носових та 2 кормові ТА калібру 533-мм (10 торпед) | 4 носових та 2 кормові ТА калібру 533-мм (10 торпед) |
| ППО                                              | 2 × 45-мм напівавтоматичні гармати 21-К              | 2 × 45-мм напівавтоматичні гармати 21-К              |

Щ-205 (до 15 вересня 1934 р. — «Нерпа», з 16 червня 1949 р. — С-205) — радянський дизель-електричний підводний човен серії V-біс-2, типу «Щука», що входив до складу Військово-морського флоту СРСР за часів Другої світової війни. Закладений 5 січня 1934 року на верфі заводу № 200 у Миколаєві під заводським номером 1029. 6 листопада 1934 року спущений на воду. 17 листопада 1936 року корабель увійшов до строю, а 24 грудня 1936 року включений до складу Чорноморського флоту ВМФ СРСР.

## Історія служби
22 червня 1941 року Щ-205 під командуванням капітан-лейтенанта Дроніна Павла Севастяновича (розстріляний 5 серпня 1941 року, після першого бойового походу) зустрінув у Севастополі у складі 3-го дивізіону 1-ї бригади ПЧ ЧФ.
Човен брав участь у німецько-радянській війні: дії на комунікаціях противника біля берегів Туреччини, Болгарії, Румунії і Криму, у червні 1942 року залучався до оборони Севастополя. З червня 1941 до вересня 1942 року здійснив 6 бойових походів, під час яких провів 3 торпедні атаки, потопивши турецький транспорт «Safak» (682 брт) і пошкодивши транспорт «Arkadia» (1927 брт), а також знищивши 18 травня 1942 року артилерійським вогнем турецьку парусно-моторну шхуну «Duatepe» (128 брт).
1 березня 1943 року Щ-205 першим серед радянських підводних човнів удостоєний гвардійського звання.
У період з квітня 1943 по жовтень 1944 року проходив у Поті капітальний ремонт, але участі в бойових діях вже не брав. 11 вересня 1954 року роззброєний, виключений зі складу ВМФ та згодом розібраний на брухт.